# 山座同定

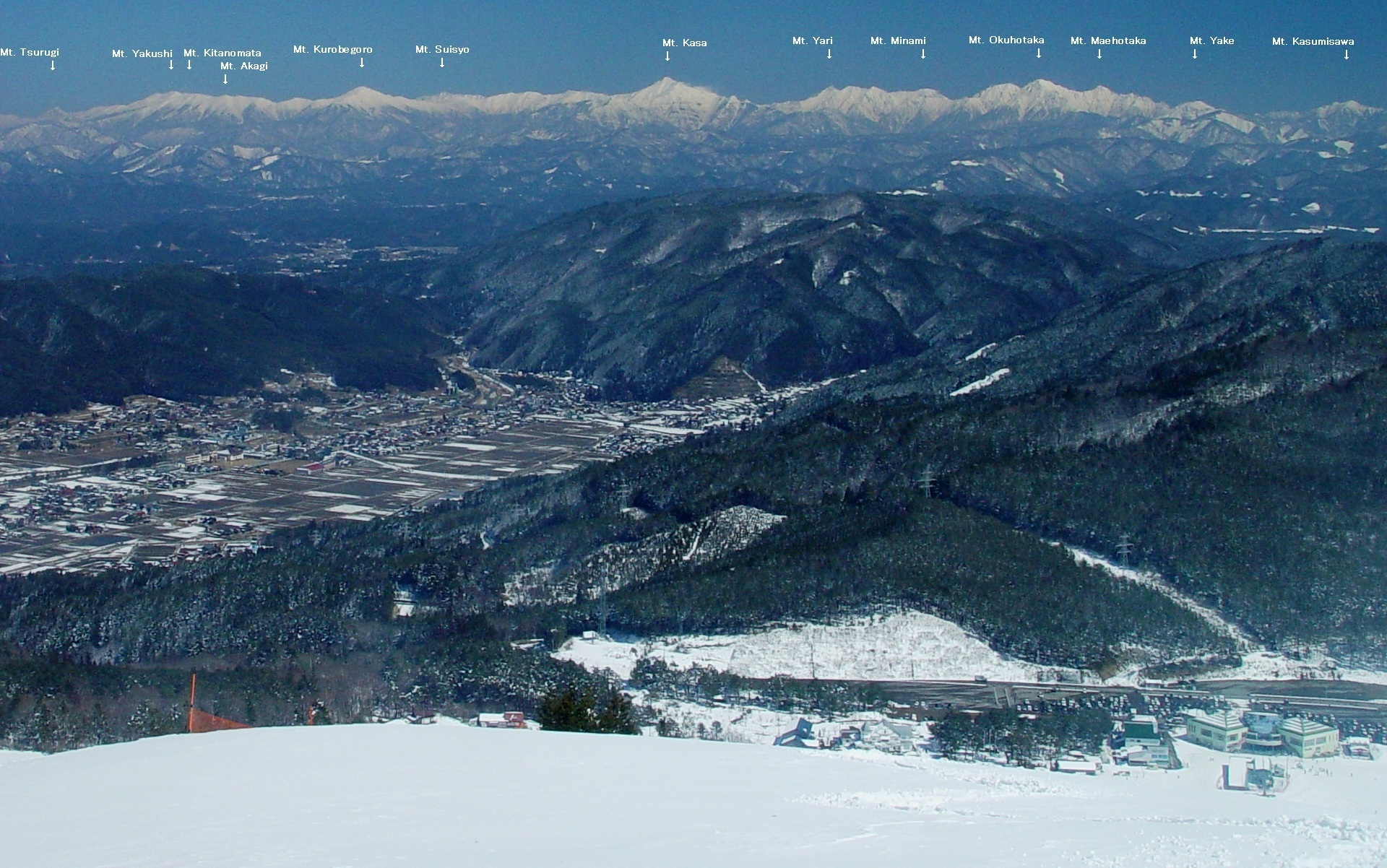
山座同定をした結果の例
位山から眺めた各山に山名を記入する

山座同定（さんざどうてい）とは、展望できる山の名称を地図（地形図）や方位磁針などの使用によって明らかとすること。
元は登山用語であり、山頂に立ったときなどに、方位磁針によって正しい方角を割り出し、それを地図上に落として目標となる山岳の名称を割り出すことを指した。趣味としての山岳展望が広まると、平地部などから山座同定を楽しむ事例も増加した。
山座同定とは逆に、名前が明確に分かっている見えている山をもとに、自分の位置を地図によって確認することは、山での道迷いによる遭難を防止するためには大変重要なことであるのみならず、漁師や船乗りが海上での位置決定に際して「山立て」と称して同様の技術を用いる。

## 方法
山座同定には複数の方法がある。
最も簡便な方法は、山の形（山容・山姿という）から山名を割り出す方法である。日本の富士山のように、特徴のある山容を有していれば、その山容を見るだけで山座同定することが容易である。しかし、これには既に山容・山姿を知っておかねばならないとともに、展望する方角によって山容が異なることや、類似した山容の山が同方向に複数ある場合も多いことなどにより、常用できないという弱点がある。
こうした弱点を克服し、客観的・安定的に山座同定を行うことを目的として、地図や方位磁針などを活用した方法が開発されている。この方法は、水平測定と垂直測定に大別される。

### 水平測定
方位磁針を使用し、山の見える方角から山名を割り出す方法を水平測定という。基本的な測定法は、観測点の現場において、まず磁北と目標の山との角度差を測定し、地図上の観測点に磁北と角度差を記入し、角度差の延長線上にある山に目星を付けるというものである。目分量で測定するため、必ずしも厳密な山座同定が行えるとは限らない。
写真を使用すると、厳密な山座同定が可能となる。まず地図上で、観測点（O点）と名称が判明している2山を結び、その角度（AOB）を測定する。次いで、既に名称が判明している2山（A山とB山）と目標の山（X山）を一緒に撮影した写真を準備し、次に写真上で、名称が判明している2山間の長さ（AB）と、2山と目標の山の間の長さ（AX、BX）を測定する。そしてこのとき、AX/ABで求められた比率を角度AOBに乗し、これで得られた角度をAO線に対して引いて、その延長線上にある山を調べる。例えばAX/ABが2/3となり、角度AOBが30度であれば、乗して得られる角度は20度となるので、AO線から20度の直線を地図上に引き、その延長線上にある山が目標の山である。

### 垂直測定
上記の水平測定は、目標の山が見える方角に基づいた山座同定であるが、観測点と目標の山を結ぶ方角上に複数の山が連なっている場合、水平測定のみでの山座同定はできないため、垂直測定を行う必要が生じる。垂直測定の基本的な方法は、地形図上に観測点と目標の山を結ぶ線を引き、等高線を読みとってその線に沿った断面図を作成し、観測点と目標の山の間を遮蔽する山がないかを調べるものである。
観測点と目標の山の間が比較的短い場合は上記の方法によることで足りるが、長い距離になると、地球の丸みによる「沈み込み」や大気の影響による「浮き上がり」「気差」を考慮に入れなければならない。ここで、厳密に垂直測定を行う際に重要な概念となるのが「見かけの高さ」である。「見かけの高さ」とは任意に設定した基準距離における、沈み込みと気差の影響を考慮して算定した便宜上の標高数値を表したものであり、遠距離の山座同定を行う上での基礎的概念だと言える。

### 用具
山座同定に使用する用具を列挙すると、地図（地形図）、方位磁針、定規、分度器、カメラ、双眼鏡（望遠鏡）、山名辞典、筆記用具などである。現地で山座同定を行う際は、方位磁針と望遠鏡の機能を併せ持つコンパスグラスが非常に役立つ。
コンピュータ上で山座同定を行うソフトウェアも開発されている。日本では、1980年代から「パソコン山望」という山岳展望シミュレーションソフトが発表されており、その高い正確性から山座同定に革命的な影響を与えた。さらに1990年代に入ると「カシミール3D」という高精度・高機能の風景描画ソフトが発表され、これは趣味としての山座同定を広く普及させる契機となった。21世紀初頭において、これらのソフトウェアは山座同定に必須のものだと認識されている。
2010年代には携帯電話のGPSとカメラ機能を利用して山座同定できるアプリーケーションソフトウエアが開発された。撮影した山の画像に主要な山名が自動的に表示され、簡単に山座同定できるようになった。